# Yania
Yania là một chi bướm ngày thuộc họ Bướm nâu. Loài này phân bố ở Nam Mỹ. Chúng được Roewer khám phá năm 1919.